# Valle de la Mocha

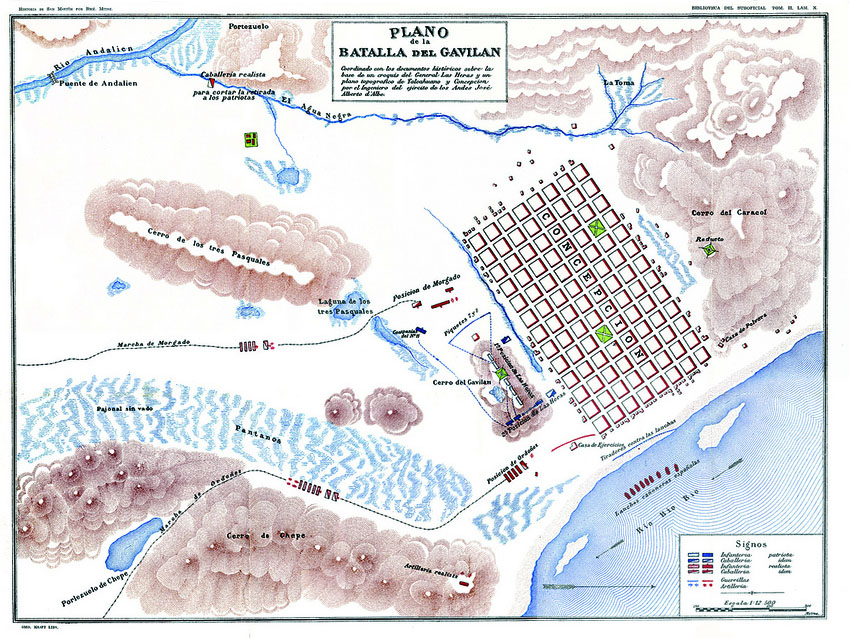
Plano de Concepción del 5 de mayo de 1817, cuando se libró la batalla del Cerro Gavilán; aquí se muestra la ciudad sobre el valle de la Mocha, limitado por los cerros Gavilán y Caracol.

El Valle de la Mocha es un valle donde se emplaza actualmente la ciudad chilena de Concepción, capital de la Región del Biobío.

## Ubicación
El Valle de la Mocha limita con la laguna Las Tres Pascualas y el cerro La Pólvora al norte, la laguna Redonda al noreste, el cerro Caracol al sureste y al sur, y el río Biobío al oeste.

## Historia
Tras la victoria española de la batalla de Andalién, Pedro de Valdivia ordenó mutilar a varios prisioneros sus orejas, narices y manos, y luego fueron liberados para servir de escarmiento. Esta acción en vez de lograr el escarmiento que los españoles deseaban, solo logró afianzar más el odio al invasor y reforzar entre los indígenas que los españoles eran crueles y sanguinarios, y por tanto debían pelear por su tierra hasta el derramamiento de sangre. Por este suceso, el valle se empezó a llamar de la Mocha, ya que mochar significa en mapudungun cortar.
En marzo de 1685, Jerónimo de Quiroga se dirigió a la isla Mocha con un cuerpo de tropas, apresó a todos los habitantes de la isla que pudo haber a mano y los condujo por tierra a Concepción. El gobernador había decidido poblar con ellos un valle que se extendía a orillas del río Biobío, a dos leguas de la ciudad, que fue conocido como Valle de la Mocha por los indígenas trasladados hasta allí. Previamente, se había hecho construir allí una pequeña iglesia y algunas chozas de paja y había dispuesto algunas ovejas para el sustento de los indígenas. Al llegar estos, se bendijo la iglesia, se celebró en ella una misa y se contaron y distribuyeron los habitantes de la nueva población, a la que se puso por nombre San José de la Mocha.
El 25 de mayo de 1751, un terremoto seguido de un maremoto sacudieron Concepción en su antiguo emplazamiento, donde actualmente se ubica Penco. Esto convenció a sus habitantes de que había que trasladar la ciudad y se eligió finalmente al Valle de la Mocha como el lugar adecuado. Entre enero y marzo de 1765, se terminó de concretar el traslado de la ciudad. Por otro lado, algunos habitantes decidieron quedarse, creándose con el tiempo la actual comuna de Penco.